# Takahiro Sunada
Takahiro Sunada (砂田貴裕 - Sunada Takahiro) es un corredor japonés de maratón y de ultramaratón, nacido el 19 de enero de 1973. Alcanzó su mejor marca en Ultramaratón, en una prueba de 100 km disputada en Japón el 21 de junio de 1998, consiguiendo un espectacular registro de 6:13.33.
Sunada también participó en el Maratón de Atenas en 1995, en el Maratón de Fukuoka en 1999 y en el Maratón de Berlín del año 2000.

## Marcas

### Maratones
- 1995: Décimo puesto (1.º) - Maratón de Fukuoka - 2:12.01
- 1995: Segundo puesto (2.º) - Maratón de Atenas - 2:13.16
- 1996: Noveno puesto (9.º) - Maratón de Fukuoka - 2:13.01
- 1999: Octavo puesto (8.º) - Maratón de Fukuoka - 2:11.03
- 2000: Cuarto puesto (4.º) - Maratón de Berlín - 2:10.08
- 2001: Noveno puesto (9.º) - Maratón de Nagano - 2:17.42

### 100 km
- 1998: Medalla de oro - 100 km de Tokoro - 6:13.33
- 1999: Medalla de bronce - 100 km de Cavagnes-en-Paillers - 6:26.06
- 2000: Medalla de oro - 100 km de Belves - 6:17.17